# Landgericht Werneck
Das Landgericht Werneck war ein von 1804 bis 1879 bestehendes bayerisches Landgericht älterer Ordnung mit Sitz in Werneck im heutigen Landkreis Schweinfurt. Die Landgerichte waren im Königreich Bayern Gerichts- und Verwaltungsbehörden, die 1862 in administrativer Hinsicht von den Bezirksämtern und 1879 in juristischer Hinsicht von den Amtsgerichten abgelöst wurden.

## Geschichte
Im Jahr 1804 wurde im Verlauf der Verwaltungsneugliederung Bayerns das Landgericht Werneck errichtet. Kern war das Amt Werneck. Dieses kam im Jahr 1817 zum neu gegründeten Untermainkreis, dem Vorläufer des späteren Regierungsbezirks Unterfranken.
Mit Einführung des Gerichtsverfassungsgesetzes am 1. Oktober 1879 wurde das Amtsgericht Werneck errichtet, dessen Sprengel aus dem vorherigen Landgerichtsbezirk Werneck gebildet wurde und die Orte Bergrheinfeld, Brebersdorf, Eckartshausen, Egenhausen, Eßleben, Ettleben, Euerbach, Garstadt, Geldersheim, Hergolshausen, Kronungen, Kützberg, Niederwerrn, Obbach, Oberwerrn, Rundelshausen, Schleerieth, Schnackenwerth, Schraudenbach, Schwanfeld, Sömmersdorf, Stettbach, Theilheim, Vasbühl, Waigolshausen, Werneck, Wipfeld und Zeuzleben umfasste.